# Circuit Het Nieuwsblad féminin 2012
Pour la course masculine, voir Circuit Het Nieuwsblad 2012.
La 7e édition du Circuit Het Nieuwsblad féminin a eu lieu le 25 février 2012. La course fait partie du calendrier international féminin UCI 2012 en catégorie 1.2. C'est également la première épreuve internationale disputée en Europe pour les féminines et est considérée comme le début de la saison des classiques.

## Classements

### Classement final
| \| Classement général \| Classement général \| Classement général \| Classement général \| Classement général \| \| Coureur \| Coureur \| Pays \| Équipe \| Temps \| \| ------------------ \| ---------------------- \| ------------------ \| --------------------------- \| ------------------ \| \| 1re \| Loes Gunnewijk \| Pays-Bas \| GreenEdge-AIS \| 3 h 17 min 14 s \| \| 2e \| Ellen van Dijk \| Pays-Bas \| Specialized-Lululemon \| + 0 s \| \| 3e \| Trixi Worrack \| Allemagne \| Specialized-Lululemon \| + 1 min 10 s \| \| 4e \| Martine Bras \| Pays-Bas \| Dolmans-Boels \| + 1 min 10 s \| \| 5e \| Pauline Ferrand-Prévot \| France \| Stichting Rabo Women \| + 1 min 10 s \| \| 6e \| Noemi Cantele \| Italie \| Be Pink \| + 1 min 10 s \| \| 7e \| Elisa Longo Borghini \| Italie \| Hitec Products-Mistral Home \| + 1 min 10 s \| \| 8e \| Tiffany Cromwell \| Australie \| GreenEdge-AIS \| + 1 min 10 s \| \| 9e \| Amanda Spratt \| Australie \| GreenEdge-AIS \| + 1 min 10 s \| \| 10e \| Lizzie Armitstead \| Royaume-Uni \| AA Drink-Leontien.nl \| + 1 min 10 s \| |                        |             |                             |                 |
| |                        |             |                             |                 |
| Source : Cycling Quotient |                        |             |                             |                 |
| Classement général |                        |             |                             |                 |
| Coureur | Coureur                | Pays        | Équipe                      | Temps           |
| 1re | Loes Gunnewijk         | Pays-Bas    | GreenEdge-AIS               | 3 h 17 min 14 s |
| 2e | Ellen van Dijk         | Pays-Bas    | Specialized-Lululemon       | + 0 s           |
| 3e | Trixi Worrack          | Allemagne   | Specialized-Lululemon       | + 1 min 10 s    |
| 4e | Martine Bras           | Pays-Bas    | Dolmans-Boels               | + 1 min 10 s    |
| 5e | Pauline Ferrand-Prévot | France      | Stichting Rabo Women        | + 1 min 10 s    |
| 6e | Noemi Cantele          | Italie      | Be Pink                     | + 1 min 10 s    |
| 7e | Elisa Longo Borghini   | Italie      | Hitec Products-Mistral Home | + 1 min 10 s    |
| 8e | Tiffany Cromwell       | Australie   | GreenEdge-AIS               | + 1 min 10 s    |
| 9e | Amanda Spratt          | Australie   | GreenEdge-AIS               | + 1 min 10 s    |
| 10e | Lizzie Armitstead      | Royaume-Uni | AA Drink-Leontien.nl        | + 1 min 10 s    |

### Barème des points UCI
| Position           | 1er | 2e | 3e | 4e | 5e | 6e | 7e | 8e |
| Classement général | 40  | 30 | 16 | 12 | 10 | 8  | 6  | 3  |